# Oregon Air National Guard

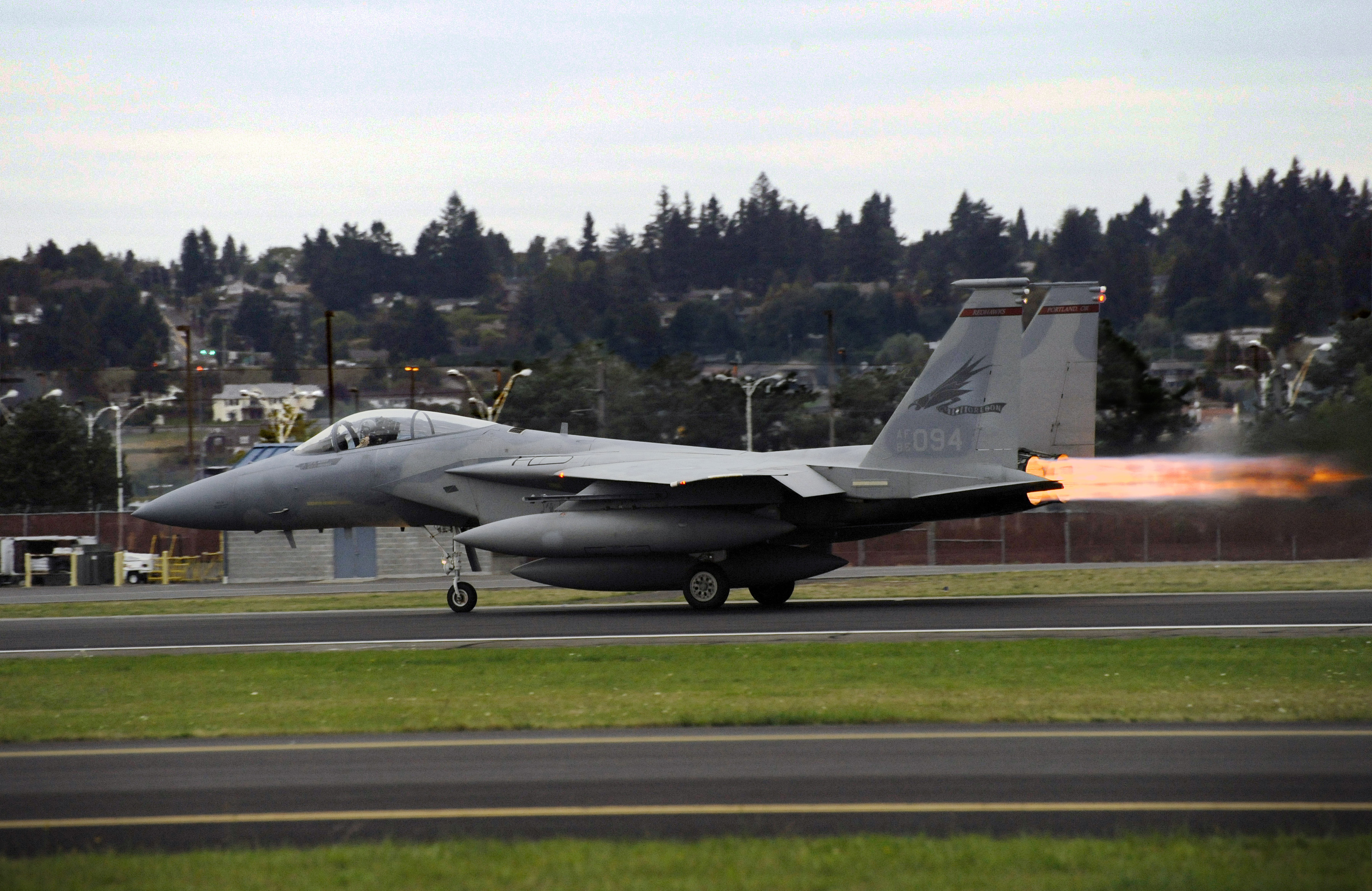
Un F-15 de la garde nationale aérienne de l'Oregon (2010).

La garde nationale aérienne de l'Oregon (en anglais : Oregon Air National Guard) est la milice aérienne de l'État américain de l'Oregon. Elle est un élément de la garde nationale de l'Oregon. 
Les unités de la garde nationale aérienne de l'Oregon ne sont pas dans la chaîne de commandement normale de la Force aérienne des États-Unis. Elles sont sous la juridiction du gouverneur de l'Oregon, sauf lorsqu'elles sont en service fédéral par ordonnance du président des États-Unis. Le quartier général de l'Oregon Air National Guard se trouve dans les bâtiments du département militaire de l'Oregon à Salem.